# Jagathala
Jagathala è una suddivisione dell'India, classificata come town panchayat, di 14.657 abitanti, situata nel distretto dei Nilgiri, nello stato federato del Tamil Nadu. In base al numero di abitanti la città rientra nella classe IV (da 10.000 a 19.999 persone).

## Geografia fisica
La città è situata a 11° 24' 16 N e 76° 46' 58 E.

## Società

### Evoluzione demografica
Al censimento del 2001 la popolazione di Jagathala assommava a 14.657 persone, delle quali 7.189 maschi e 7.468 femmine. I bambini di età inferiore o uguale ai sei anni assommavano a 1.360, dei quali 662 maschi e 698 femmine. Infine, coloro che erano in grado di saper almeno leggere e scrivere erano 11.616, dei quali 6.158 maschi e 5.458 femmine.